# Sjöstorps kalkkärr
Sjöstorps kalkkärr är ett naturreservat i Ödeshögs kommun i Östergötlands län.
Området är naturskyddat sedan 2008 och är 8 hektar stort. Kalkkärret är mycket artrikt med orkidéer, gräsull, majviva, kärrsälting, tätört, klasefibbla, flugblomster, blodnycklar, ängsnycklar och kärrknipprot. 